# My Love (canção de Justin Timberlake)
"My Love" (em inglês:  "Meu Amor") é uma canção escrita por Justin Timberlake, T.I., Nate Hills e Timbaland para o segundo álbum solo de Timberlake, FutureSex/LoveSounds (2006). Em 2007 ganhou o Grammy Award para Melhor Colaboração de Rap/Canto. A canção foi lançada como segundo single do álbum e obteve sucesso mundial.

## Informação e lançamento
Depois do enorme sucesso comercial e relativamente recente do lançamento do primeiro single do álbum "SexyBack", as estações de rádio de várias cidades do Estados Unidos começaram a circular a música na metade de agosto de 2006. Como em "SexyBack", Timbaland também contribuiu nos vocais, a música também teve participação do rapper T.I.. A recepção da canção foi muito positiva, com muitos fãs e críticos preferindo-a à "SexyBack". A música recebeu 5/5 estrelas pela avaliação do Pitchfork Media, e consequentemente foi o nomeada a música número um de 2006 deles. Justin cantou "My Love" e "SexyBack" como um medley na abertura do MTV Video Music Awards de 2006, e novamente no MTV Europe Music Awards de 2006, o qual foi apresentador. Ele também cantou a canção no Saturday Night Live.
Justin tornou-se o primeiro artista masculino desde Usher em 2004 a ter dois singles de um mesmo álbum a alcançar o número um na Billboard Hot 100. A música tornou o segundo single de Justin a alcançar a Hot 100, e o primeiro de T.I.
"My Love" é segundo single top 10 a entrar na parada da América Látina Top 40.
No iTunes Music Store, há versões alternativas da capa do single:
- Vermelho - Single & Instrumental
- Verde - My Love: The Remixes EP
- Azul - PodPak Single (com a versão single, uma remixagem [Mike D Bass Mix] e o videoclipe)

## Videoclipe
O videoclipe, dirigido por Paul Hunter, foi lançado em 12 de outubro. Inclui o prelúdio da música, (Let Me Talk To You), presente no fim da faixa "Sexy Ladies" do álbum, que conta com a participação do produtor Timbaland. No começo mostra Justin, em o que parece ser um estúdio se tornando maior com barras de luz brancas, dançando com uma de muitas garotas no vídeo. Depois aparece Timbaland e Justin fazendo rap no prelúdio. Posteriormente, a tela vira branca e mostra Timberlake distante, a tela vai rodando em direção a ele, até chegar. Ele para a rotação uma vez que eles está reto e daí começa a cantar o primeiro verso. A tela muda de preto para branco e mostra Timberlake com suas dançarinas (as mesmas que estavam na abertura do MTV Video Music Awards de 2006) que parecem estar cantando a música. Enquanto Justin aparece em pé em várias partes do vídeo, os objetos que ele fala nos versos começa a flutuar na frente da tela. Um exemplo é quando T.I está cantando  numa tela preta e pulseiras começam a flutuar na tela como referência a ao seu apelido "Homem de Pulseiras" dado pela suas fãs. Outros exemplos, no começo da música quando ele canta o primeiro verso "if I wrote you a symphony" (se eu fizesse uma sinfonia para você), no vídeo aparece vários violinos e quando começa a cantar o segundo verso "if I wrote you a love note" (se eu escrevesse um bilhete de amor para você), na tela aparecem várias folhas de papel e canetas pretas.
Há três versões do vídeo. A primeira versão lançada foi "Let Me Talk to You/My Love" de 6:12. A segunda é apenas "My Love" a versão editada, idêntica ao do álbum. A última versão reeditada foi "Let Me Talk to You/My Love" com a duração menor.

## Créditos
- Escritores: J. Timberlake, T. Mosley, N. Hills e S. Gunawardena
- Produtores: Timbaland e Danja
- Teclados: Timbaland e Danja
- Bateria: Timbaland e Danja

## Notáveis covers
- "My Love" foi cover da banda irlandesa The Coronas e foi aclamado pelos ouvintes da rádio.
- "My Love" foi cover da banda britânica Klaxons em Live Lounge da rádio BBC 1.
- "My Love" também foi cover da cantora pop indie sueca Marit Bergman e foi lançado como lado B do single "Eyes Were Blue".

## Desempenho nas paradas

### Posições
| Top (2006)                                | Melhor posição |
| ----------------------------------------- | -------------- |
| EUA - Billboard Hot 100                   | 1 (2x)         |
| EUA - Billboard Pop 100                   | 1              |
| United World Chart                        | 1 (3x)         |
| Nova Zelândia - Parada de Singles RIANZ   | 1              |
| África do Sul - Top 40 da Five FM         | 1              |
| Brasil - Hot 100                          | 1              |
| Polônia - Parada de Singles               | 1              |
| Coreia do Sul - Parada de Singles         | 1              |
| Europa - Top 100 Singles                  | 2              |
| Suécia - Parada de Singles                | 2              |
| Suíça - Parada de Singles                 | 2              |
| Reino Unido - UK Singles Chart            | 2              |
| Reino Unido - Parada Oficial de Downloads | 2              |
| Austrália - Parada de Singles ARIA        | 3              |
| Alemanha - Parada de Singles              | 4              |
| Irlanda - Parada de Singles               | 4              |

| Top (2006)                                            | Melhor posição |
| ----------------------------------------------------- | -------------- |
| Croácia - Parada das Mais Tocadas nas Rádios          | 5              |
| Finlândia - Parada de Singles                         | 5              |
| Áustria - Parada de Singles                           | 6              |
| Letônia - Top das Mais Tocadas nas Rádios             | 7              |
| Portugal - Top 50 Nacional                            | 7              |
| Canadá - Hot 100 Singles                              | 8              |
| Holanda - Top 40 Singles                              | 12             |
| França - Parada de Singles                            | 14             |
| Bélgica - Parada de Singles                           | 19             |
| Rússia - Parada de Singles                            | 15             |
| Chile - Top 100 Mais Tocadas nas Rádios               | 22             |
| República Tcheca - Parada das Mais Tocadas nas Rádios | 9              |
| Bulgária - Parada das Mais Tocadas nas Rádios         | 1              |